# Divizia Hamza (Alep)
Divizia Hamza (în arabă فرقة الحمزة) este un grup rebel cantonat în nord-vestul Siriei, afiliat Armatei Siriene Libere (ASL), ulterior Armatei Siriene Libere pro-turce, antrenat și echipat de Statele Unite și Turcia ca parte a Programului de Antrenare și Echipare în Siria (PAES).

## Istoric
Divizia Hamza a fost inițial înființată în 2013, sub numele de Brigada Hamza, în sudul Guvernoratului Al-Hasaka.
Pe 23 aprilie 2016, 5 grupări ASL din orașul Marea, situat în nordul Guvernoratului Alep, Brigada Hamza, Brigada Dhi Qar, Brigada Tunetul Nordului, Brigada de Rezistență din Marea și Brigada de Operațiuni Speciale, s-au contopit în Divizia Hamza pe baza „interesului de unitate”, cu intenția de a lupta împotriva „crimelor și terorii” Statului Islamic și guvernului sirian. Sub comanda Lt. Saif Abu Bakr, dezertor din Armata Siriei, facțiunile au primit sprijin militar de la Coaliția internațională împotriva Statului Islamic.
În iunie 2016, Brigada Tunetul Nordului a primit rachete BGM-71 TOW de la coaliția internațională. În aceeași lună, o grupare turkmenă siriană intitulată Brigada Samarkand, după numele orașului din Uzbekistan, s-a alăturat Diviziei Hamza.
În timpul intervenției militare turce în Războiul Civil Sirian, la sfârșitul lunii august 2016, Divizia Hamza a devenit unul din primele grupuri ale ASL care a intrat în Jarabulus dinspre Karkamıș și a capturat ulterior orașul. Saif Abu Bakr s-a aflat printre cei care au însoțit tancurile turce care au intrat în Jarabulus în dimineața primei zile a operațiunii, ocupând apoi centrul după-amiaza. Ulterior, Abu Bakr s-a adresat într-un discurs locuitorilor din Jarabulus.
Pe 18 octombrie 2016, Brigada Tunetul Nordului, parte a Diviziei Hamza, a emis un ultimatum adresat YPG și Armatei Revoluționarilor, avertizând cele două grupări să părăsească Tell Rifaat în maximum 48 de ore, brigada urmând apoi să atace orașul. Totuși, amenințarea nu a fost dusă la îndeplinire.
Pe 24 septembrie 2017, Divizia Hamza a anunțat deschiderea unei academii militare în orașul al-Bab. Conform lui Abdullah Halawa, comandantul militar al grupării, 2.200 de luptători vor urma două luni de antrenament în academie, cu scopul formării unei „Armate Naționale Siriene” în nordul Siriei.
Conform afirmațiilor proprii, gruparea dispune de 2.200 de oameni înarmați, însă o cifră mai aproape de realitate, avansată în februarie 2017, estima numărul lor la circa 900.